# Špiljski medvjed
Špiljski medvjed (lat. Ursus spelaeus) je izumro na vrhuncu posljednjeg ledenog doba prije oko 24 tisuće godina. 
Svi su se medvjedi razvili od zajedničkog pretka prije oko 25 milijuna godina, no svojom veličinom i vanjskim izgledom vrste su se prilagodile okolišu. Zajednički predak špiljskog i smeđeg medvjeda vjerojatno je živio prije 1,2 do 1,4 milijuna godina. Uspravljen, dosezao je gotovo tri i pol metra. Težio je između 350 i 600 kg. Imao je golemu glavu s masivnim zubima. Špiljski crteži pokazuju da je imao kratke uši i svinjoliko lice. Prednje noge su mu bile goleme, s velikim šapama i kandžama kao u grizlija. Mužjaci su bili dvostruko veći od ženki. Bio je suvremenik paleolitskih lovaca iz starijeg kamenog doba s kojima je dijelio isto stanište i borio se za iste nastambe — špilje. Bio je i plijen tih lovaca koji su medvjeđe meso koristili za prehranu, a kožu za odjeću. Praljudi iz Veternice štovali su kult špiljskog medvjeda. Skupljali su njegove kosti te od njih izrađivali svetišta u svojim spiljama. Špiljski medvjed je naseljavao zapadnu Europu, a srodna vrsta Ursus ingressus istočnu Europu.

## Prehrana
Zubi špiljskog medvjeda ukazuju na to da je većinom bio biljojed, čak više nego smeđi medvjed. Iskopavao je korijenje, jeo bobice, a moguće i da je otkopavao podzemne životinje poput svizaca.

## Izumiranje
Špiljski medvjed je nestajao kako se populacija smeđeg medvjeda povećavala u kasnom pleistocenu. To je vjerojatno zbog klimatskih promjena. Špiljski medvjedi su prvo nestali iz Britanije prije oko 100 000 godina i zadnji puta su zabilježeni prema iskopima u Zapadnoj Europi (Francuski Pireneji, Španjolska, Italija) prije 18,720 godina.

## Špiljski medvjed u Hrvatskoj
Jedina četiri cjelovita kostura špiljskoga medvjeda nađena su u jami Čampari na creskoj Tramuntani, sjevernom dijelu otoka Cresa. Od ostalih nalazišta u Hrvatskoj, najpoznatija su Močiljska špilja kod Dubrovnika, Biokovo iznad Gornjih Brela, špilja Vranjača pokraj Splita, Volarova špilja kod Rijeke, Biserujka na Krku, špilja kod Matulja, jama Vrtare male kod Dramlja, Krapina itd.

## Vanjske poveznice
|  | Zajednički poslužitelj ima još gradiva o temi Ursus spelaeus |
|  | Wikivrste imaju podatke o taksonu Ursus spelaeus             |